# Fred Kniefall
Fred Theodor Johannes Kniefall (* 9. Mai 1909 in Kiel; † unbekannt, nach 1945) war ein deutscher SS- und SD-Angehöriger. Kniefall war als Führer des Volksdeutschen Selbstschutzes in Polen im Jahr 1939 an Massenmorden an der dortigen Bevölkerung beteiligt.

## Leben und Wirken
Kniefall trat zum 1. September 1930 in die NSDAP ein (Mitgliedsnummer 304.565). Im selben Jahr wurde er Mitglied der Schutzstaffel (SS-Nummer 4.754). Im August 1931 wurde er mit der Führung des Kieler SS-Sturms beauftragt. Aufgrund seines rabiaten Auftretens in dieser Stellung war er einem zeitgenössischen Artikeln in der Kieler Volkszeitung zufolge in der Hansestadt als Raufbold und „Rüpel von rechts“ bekannt.
1932 gehörte Kniefall zu den ersten Angehörigen des SD-Oberabschnitts Ost in Berlin, wo er bis 1934 tätig blieb. Im Jahr 1935 wurde er als Lehrgangsleiter zur SS-Führerschule in Bad Tölz versetzt.
Nachdem er um 1937 bei einem Verkehrsunfall verletzt worden war, wurde Kniefall der SS-Dienstalterliste von 1938 zufolge zum 31. Januar 1938 durch den Reichsführer SS Heinrich Himmler aus der SS entlassen. Florian Altenhöner gibt an, dass der wahrscheinliche Grund für Kniefalls Entlassung eine Morphiumsucht gewesen sei, die Kniefall nach einem schweren Unfall entwickelt hatte.
1939 war Kniefall als Führer des Volksdeutschen Selbstschutzes an der Durchführung von Massenmorden im deutschbesetzten Polen beteiligt.
In dem Buch "Der Volksdeutsche Selbstschutz in Polen 1939/40" beschreiben die Autoren das sadistisch mordende und vergewaltigende Vorgehen eines SS-Führers namens Kniefall im Kreis Rypin. Obwohl dort ein anderer Vorname genannt wird, kann davon ausgegangen werden, dass es sich hier um dieselbe Person handelt. In den Jahren 1941 bis 1943 arbeitete er für die Telefunken GmbH in Berlin. 1943 wurde er wegen Diebstahls verhaftet und noch im selben Jahr als Grenadier zur Wehrmacht eingezogen. Eine Anklage gegen ihn im Jahr 1944 wegen des unerlaubten Tragens einer SS-Uniform wurde schließlich fallen gelassen.
Nachdem Kniefall bereits 1945 aus der Kriegsgefangenschaft entlassen worden war, tauchte er nach einer kurzzeitigen Rückkehr in seine Kieler Heimat im selben Jahr unter falschem Namen unter. Ende der 1940er Jahre wurde er noch in Hamburg gesehen. Seither gilt sein Verbleib als unbekannt. Verfolgungen durch die westdeutsche und polnische Justiz aufgrund seiner führenden Verantwortung für Massenmorde in Polen kamen infolgedessen nicht über Vorermittlungen hinaus.

## Beförderungen
- 4. Februar 1931: SS-Sturmführer
- 1. Februar 1933: SS-Hauptsturmführer